# Batyżowce
Batyżowce (słow. Batizovce, węg. Batizfalva, niem. Botzdorf) – wieś gminna (obec) w północnej Słowacji, leżąca w powiecie Poprad, w kraju preszowskim.

## Położenie
Batyżowce leżą na wysokości ok. 756 m n.p.m. w Kotlinie Popradzkiej, na południe od Tatr Wysokich. Przez wieś przepływa Batyżowiecki Potok wypływający z Doliny Batyżowieckiej.
Batyżowce znajdują się w odległości 1,5 km od Świtu na południu i 6 km od Tatrzańskiej Polanki leżącej na północy. Wieś sąsiaduje także z Mięguszowcami i Stwołą na zachodzie, z Gierlachowem na północy i Popradem na wschodzie.

## Historia
Pierwsza pisemna wzmianka o Batyżowcach pochodzi z 1264 roku. Od nazwy wsi wywodzi się wiele nazw tatrzańskich obiektów, np. Batyżowiecki Szczyt lub Dolina Batyżowiecka – wykorzystywana dawniej przez mieszkańców Batyżowic jako teren pastwisk.